# Sarrebourg (Allemagne)
Cet article concerne la commune allemande de Saarburg. Pour la commune française, voir Sarrebourg.
Pour les articles homonymes, voir Saarburg (homonymie).

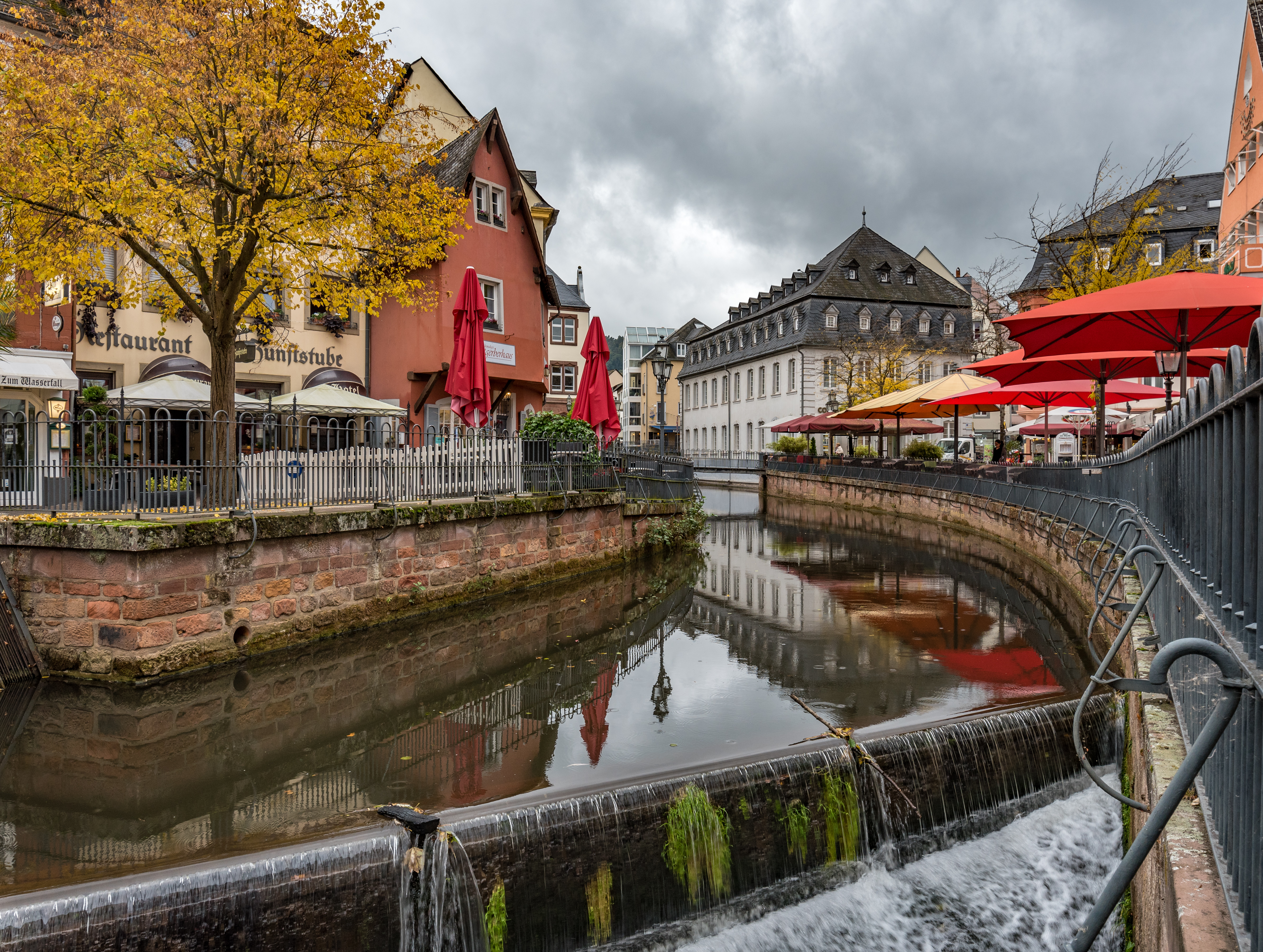
Le centre-ville de Sarrebourg, avec le ruisseau Leuck (Leukbach). Octobre 2016.

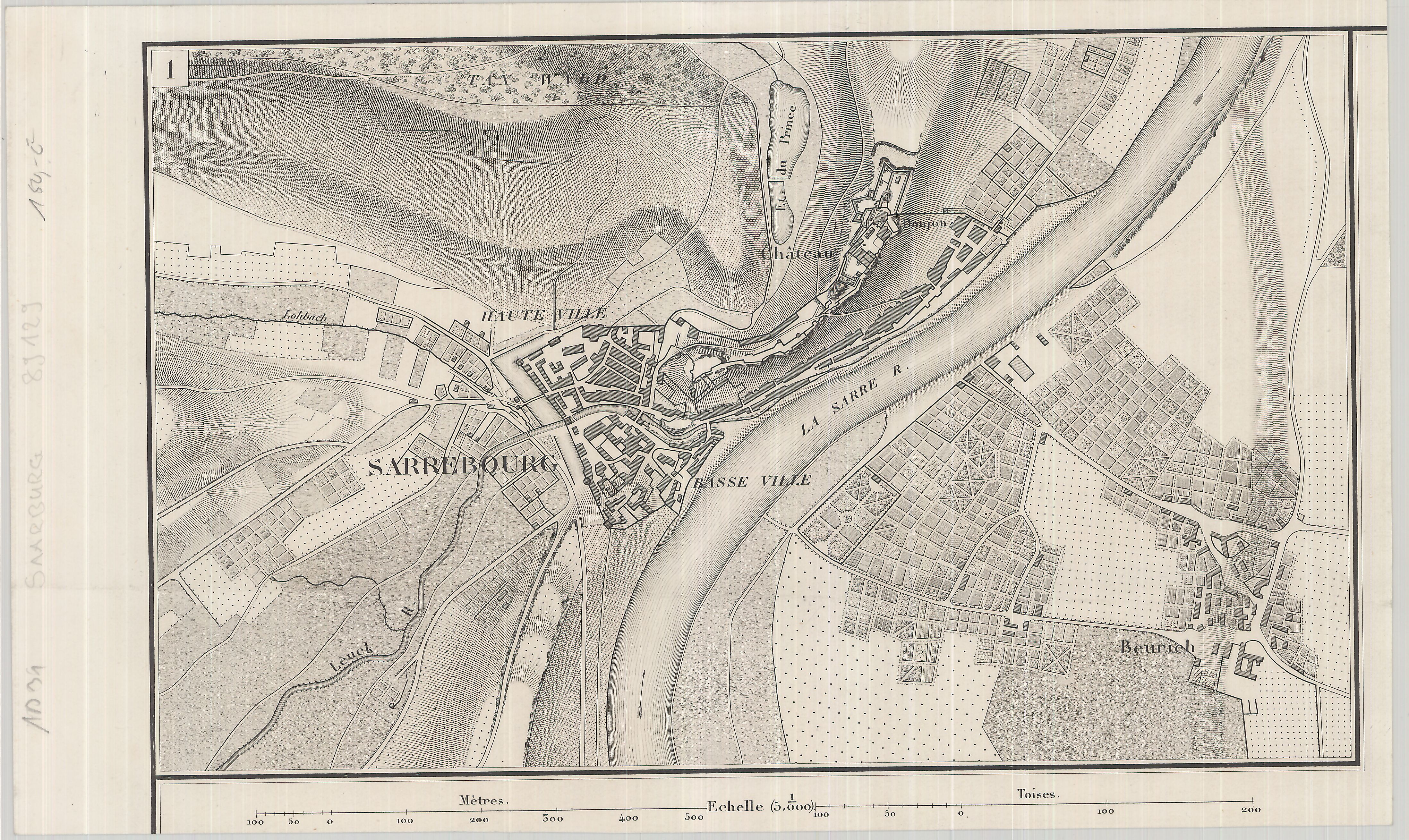
Ville et château de Saarburg 1830

Sarrebourg (en allemand : Saarburg) est une ville allemande et chef-lieu de la commune fusionnée de Sarrebourg-Kell, dans l'arrondissement de Trèves-Sarrebourg, en Rhénanie-Palatinat.

## Géographie
La ville située à proximité de Trèves, en bordure de la Sarre (Saar en allemand), qui lui donne son nom, est traversée par le ruisseau Leuck et sa chute d'eau impressionnante d'une hauteur de 20 m en plein centre-ville.

## Histoire
Ville médiévale, fief des comtes puis ducs de Luxembourg, la ville devint prussienne lors du Congrès de Vienne en 1815.
En 1935, les municipalités auparavant indépendantes de Beurig et Niederleuken sont réunies à Sarrebourg.
En 1937, Saarburg devient une ville de garnison pour un bataillon de mitrailleuses de la Wehrmacht. Une caserne moderne avec une zone d'entraînement militaire est construite dans le quartier de Beurig ainsi que des fortifications à la périphérie de la ville.
De 1968 à 2010, le 16e bataillon de chasseurs et le  6e régiment de dragons (France) Forces françaises en Allemagne (FFA) a tenu garnison à Saarburg au quartier de Lattre de Tassigny. Il abritait des chars légers  AMX-13,  AMX-10 et AMX 30

## Jumelages
- Sarrebourg (Moselle) (France) depuis 1952[1]
- Soulac-sur-Mer (Gironde) (France) depuis 1972[2]